# Słowa Fibonacciego
Słowa Fibonacciego – ciąg słów stosowany w informatyce teoretycznej między innymi do analizy złożoności algorytmów tekstowych.

## Definicja słów Fibonacciego
Słowa Fibonacciego są słowami nad alfabetem {\displaystyle \left\{a,b\right\}} zdefiniowany rekurencyjnie jako:
{\displaystyle F_{n}:={\begin{cases}b&{\mbox{dla }}n=1;\\a&{\mbox{dla }}n=2;\\F_{n-1}\cdot F_{n-2}&{\mbox{dla }}n>2.\end{cases}}}
Gdzie symbol {\displaystyle \cdot } oznacza konkatenację.

## Początkowe słowa Fibonacciego
{\displaystyle F_{1}=b}
{\displaystyle F_{2}=a}
{\displaystyle F_{3}=ab}
{\displaystyle F_{4}=aba}
{\displaystyle F_{5}=abaab}
{\displaystyle F_{6}=abaababa}
{\displaystyle F_{7}=abaababaabaab}
{\displaystyle F_{8}=abaababaabaababaababa}
{\displaystyle F_{9}=abaababaabaababaababaabaababaabaab}

## Własności słów Fibonacciego
{\displaystyle |F_{n}|=f_{n},} gdzie {\displaystyle f_{n}} jest {\displaystyle n}-tą liczbą Fibonacciego.
Niech {\displaystyle {\tilde {w}}} oznacza słowo {\displaystyle w} z ostatnimi dwoma literami zamienionymi kolejnością. Zachodzi:
{\displaystyle {\tilde {F_{n}}}=F_{n-2}\cdot F_{n-1}}